# Timmenrode

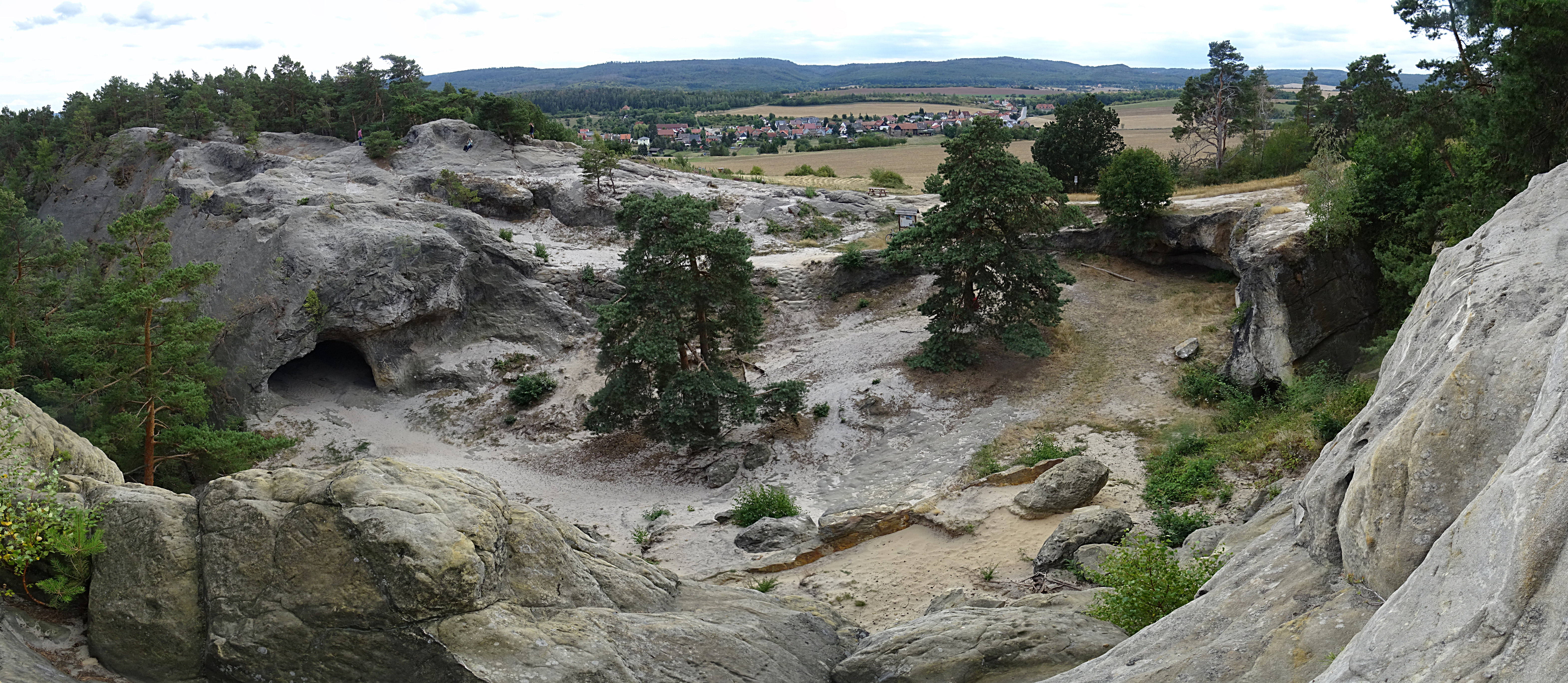
Teufelsloch und Kuhställe am Hamburger Wappen

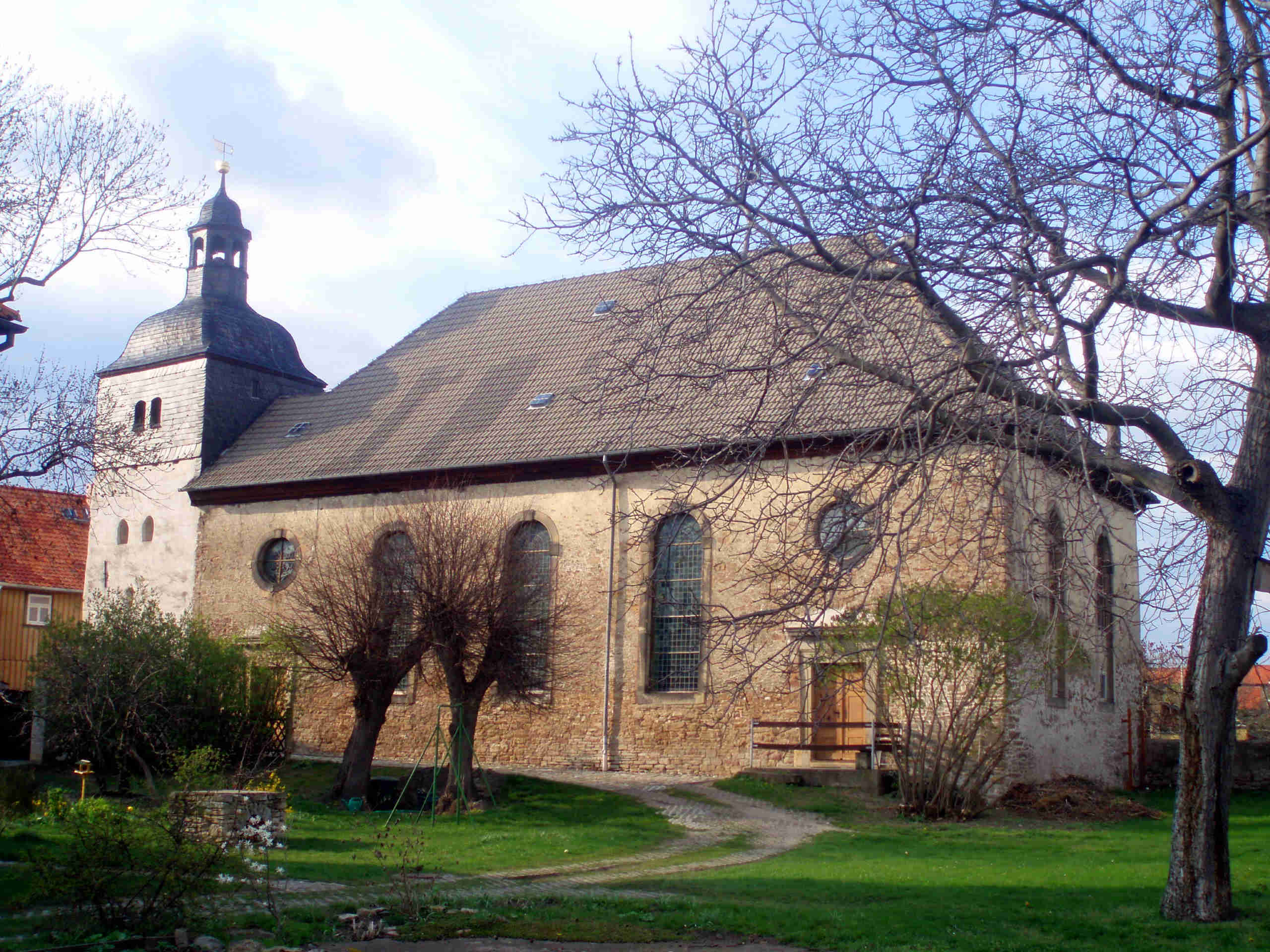
Kirche Timmenrode

Timmenrode ist ein Ortsteil der Stadt Blankenburg (Harz) im Landkreis Harz in Sachsen-Anhalt.

## Geografische Lage
Timmenrode liegt im Nordharz südöstlich der Stadt Blankenburg (Harz), an der Landesstraße nach Thale, von der im Ort weitere Verbindungsstraßen nach Wienrode an der Bundesstraße 81 und dem Blankenburger Ortsteil Helsungen abzweigen.
Nordwestlich des Ortes erstreckt sich das Naturschutzgebiet und Ausflugsziel Teufelsmauer, dessen Felsgebilde Hamburger Wappen, Teufelsloch und Kuhställe beliebte Ausflugsziele in der Nähe von Timmenrode sind. Durch Timmenrode fließt der Jordanbach.

### Klima

Niederschlagsmittelwerte (1961–1990)

Der Jahresniederschlag liegt bei 490 mm und ist damit extrem niedrig, da er in das untere Zwanzigstel der in Deutschland erfassten Werte fällt. An 2 % der Messstationen des Deutschen Wetterdienstes werden niedrigere Werte registriert. Der trockenste Monat ist der Februar, die meisten Niederschläge fallen im Juni. Im Juni fallen 2,1-mal mehr Niederschläge als im Februar. Die Niederschläge variieren mäßig. An 39 % der Messstationen werden niedrigere jahreszeitliche Schwankungen registriert.

## Geschichte
Timmenrode wurde erstmals 1199 urkundlich erwähnt. Der Ort gehörte zum Besitz der Grafen von Blankenburg-Regenstein, deren Ministeriale wohl die nahe dem Ort gelegene Kuxburg als Warte nutzten. Die Grafen starben 1599 aus, wodurch Timmenrode in den Besitz des Herzogs von Braunschweig überging. Zwei schwere Großbrände zerstörten den Ort in den Jahren 1567 und 1723 fast vollständig.
Bis 1945 gehörte Timmenrode zum braunschweigischen Landkreis Blankenburg, 1952 gelangte der Ort an den Kreis Quedlinburg des DDR-Bezirks Halle (Saale). Erst nach der politischen Wende 1989 gelangte Timmenrode an den Landkreis Wernigerode, der am 1. Juli 2007 im Landkreis Harz aufging.
Am 1. Januar 2010 wurde die bis dahin selbstständige Gemeinde Timmenrode zusammen mit den Gemeinden Heimburg, Hüttenrode, Wienrode und Cattenstedt sowie der Stadt Derenburg in die Stadt Blankenburg (Harz) eingemeindet.

## Partnergemeinde
- Samtgemeinde Herzlake im Emsland (seit 1991)

## Verkehr
Durch den Ort führte von 1907 an die Eisenbahnlinie von Blankenburg nach Quedlinburg über Thale Bodetal (sogenannte Quäke). Während 1973 der Personenverkehr eingestellt wurde, gab es bis 1993 noch Güterverkehr für das Eisenhüttenwerk Thale. Nachdem es im April und Mai 1994 noch einmal Sonderfahrten mit historischen Dampfzügen gab, wurde noch im selben Jahr durch den Eigentümer EHW Thale mit dem Rückbau der Gleisanlagen von Timmenrode bis Thale begonnen. Die Gleisanlagen in Richtung Blankenburg sind heute an einigen Stellen noch zu erkennen.
Timmenrode ist durch den PlusBus 250 der Harzer Verkehrsbetriebe angebunden.

## Persönlichkeiten
- Christian Ernst von Windheim aus Erlangen starb hier am 5. November 1766.
- Ernst-Heinrich Voß (1899–1943), Generalmajor im Zweiten Weltkrieg, ist im Ort geboren.